# 石坑崆

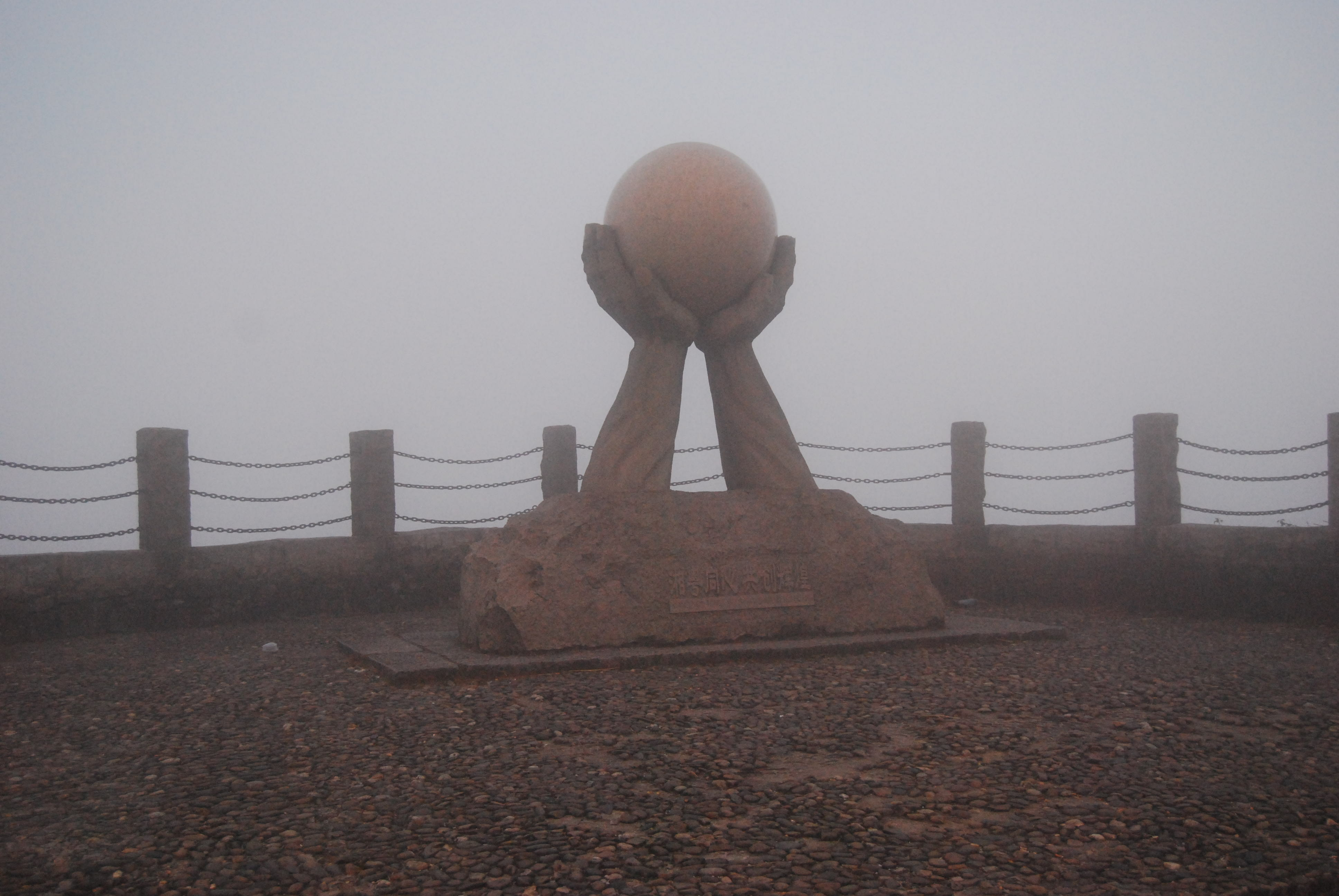
莽山國家森林公園

石坑崆峰又名莽山峰，猛坑石（猛石坑）峰。它座落于广东省清远市阳山县、韶关市乳源瑶族自治县与湖南省郴州市宜章县交界处，海拔1902米，为南岭山脉的主要山峰之一，同时也是广东第一高峰，被誉为“广东屋脊”，古称“天南第一峰”。
这里有广东保存最完好，面积最大的原始森林。那里野生动植物物的种类很多，是广东的天然动植物的宝库，已经成立了八宝山野生动、植物自然保护区，即南岭国家森林公园。

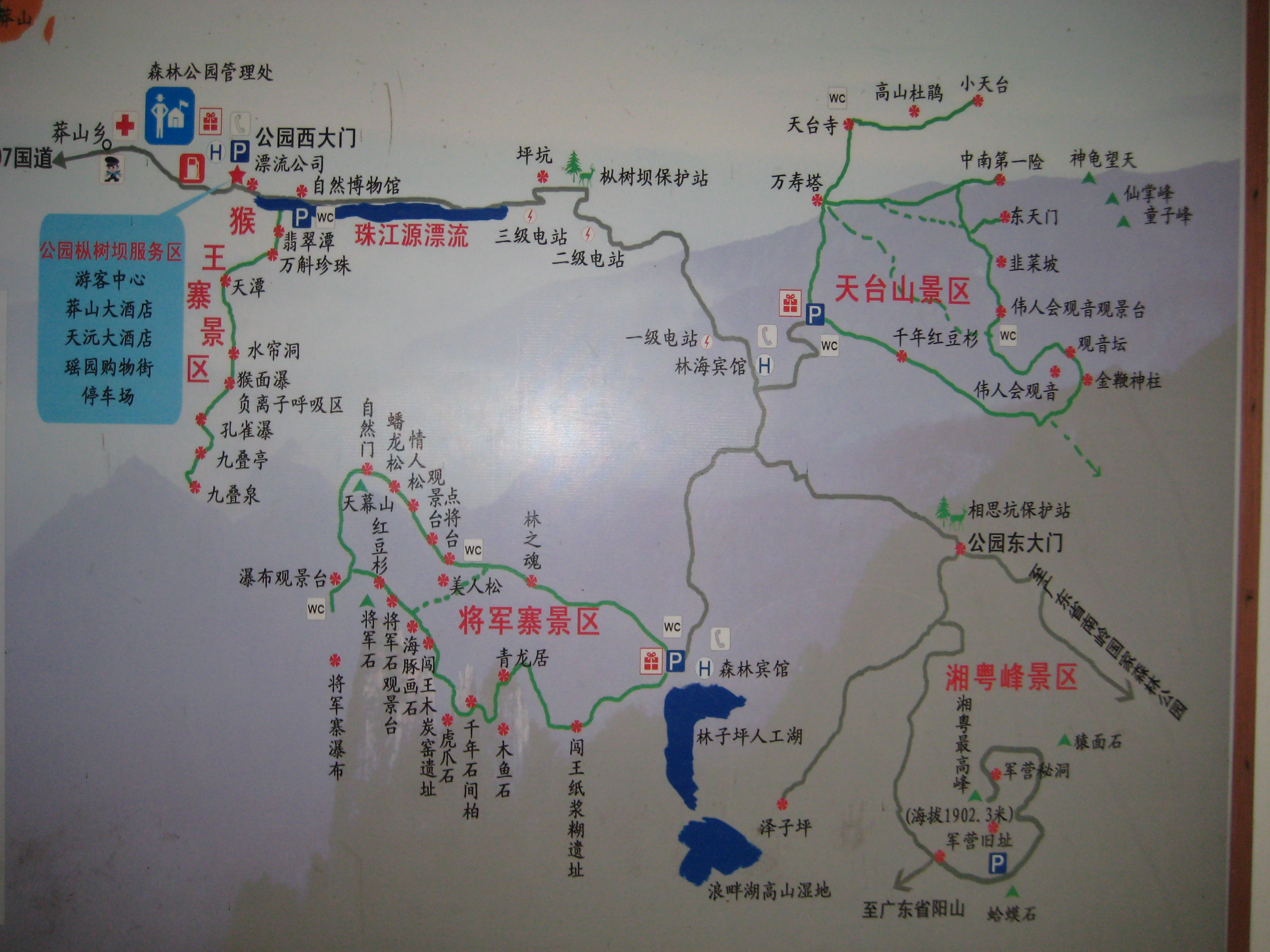
湘粵峰景區